# شهرستان زاوت
شهرستان زاوت (به بلغاری: Zavet Municipality) یک شهرستان در بلغارستان است که در استان رازگراد واقع شده‌است. شهرستان زاوت ۲۷۳٫۸۸ کیلومتر مربع مساحت و ۱۱٬۳۳۸ نفر جمعیت دارد.